# Władysław Ludwik Anczyc
Władysław Ludwik Anczyc, född 12 december 1823 i Vilnius, död 28 juli 1883 i Kraków, var en polsk författare.
Anczyc var verksam i Kraków, och skrev en rad på sin tid beaktade dramatiska folkskildringar, Bondearistokrater (1851) med flera.